# 마테우스 지 살리스 카브라우
마테우스 지 살리스 카브라우(포르투갈어: Matheus de Sales Cabral, 1995년 5월 13일~)은 브라질의 축구 선수이다.   K리그 등록명은  마테우스다.